# Terra promessa (singolo)
Terra promessa è un singolo del cantante italiano Eros Ramazzotti, pubblicato il 3 febbraio 1984.

## Descrizione
Terra promessa è stata depositata presso la SIAE dallo stesso Ramazzotti insieme a Renato Brioschi (ex componente de I Profeti) e Alberto Salerno (noto autore di brani per vari artisti). 
Con questa canzone il cantautore romano partecipa nel 1984 al Festival di Sanremo e vince nella categoria Nuove Proposte. Da lì inizia la popolarità di Eros anche all’estero, affrontando le platee tedesche, austriache e svizzere. La canzone verrà inserita nella colonna sonora del film di Carlo Vanzina, Vacanze in America, uscito nello stesso anno. 
Nel 1997 il brano viene riproposto in una nuova versione, nella raccolta Eros, in cui viene cantato anche in spagnolo (Tierra prometida), mentre la versione originale verrà invece inserita nelle raccolte e², uscita nel 2007, ed Eros 30, uscita nel 2014 in occasione dei 30 anni di carriera di Ramazzotti.
La versione integrale Terra promessa (Versione mix) è stata pubblicata solo in vinile.
Esistono numerose versioni italiane e internazionali di questo singolo, con differenti lati B. Tra di essi il brano presente Bella storia non è stato inserito in alcun LP.

## Tracce (parziale)
7" 1984 (DDD A 4126)
Lato A
1. Terra promessa – 3:35 (testo: Eros Ramazzotti, Renato Brioschi, Alberto Salerno)

Lato B
1. Bella storia – 3:40 (testo: Eros Ramazzotti, Renato Brioschi, Alberto Salerno)

12" Special Dance Version 1984 (DDD A 12 4126)
Lato A
1. Terra promessa (Versione mix) – 6:35 (testo: Eros Ramazzotti, Renato Brioschi, Alberto Salerno)

Lato B
1. Terra promessa – 3:35 (testo: Eros Ramazzotti, Renato Brioschi, Alberto Salerno)
2. Bella storia – 3:40 (testo: Eros Ramazzotti, Renato Brioschi, Alberto Salerno)

7" Europa 1989 (DDD 112 504)
Lato A
1. Terra promessa – 3:35 (testo: Eros Ramazzotti, Renato Brioschi, Alberto Salerno)

Lato B
1. Uno di noi – 3:51 (testo: Eros Ramazzotti, Renato Brioschi, Alberto Salerno)

CD single 1998 (I)
1. Terra promessa (Versione ricantato dall'album Eros) – 4:38
2. Nuovi eroi – 4:09
3. Terra promessa (Peter Ries 7" Vocal Edit) – 4:16

Durata totale: 13:03
CD single 1998 (II)
1. Terra promessa – 4:38
2. Nuovi eroi – 4:09

Durata totale: 8:47
CD single promo 1998
1. Terra promessa – 4:38

CD single Tierra prometida/Terra promessa, Messico 1998
1. Tierra prometida (Version Original) – 4:38
2. Tierra prometida (Peter Ries 7" Edit) – 4:04
3. Tierra prometida (Peter Ries Buttasmooth Edit) – 3:53
4. Tierra prometida (Peter Ries 12" Extended Edit) – 5:09
5. Terra promessa (Version original) (En italiano) – 4:38
6. Terra promessa (Peter Ries 7" Edit) (En italiano) – 4:04
7. Terra promessa (Peter Ries Buttasmooth Edit) (En italiano) – 3:53
8. Terra promessa (Peter Ries 12" Extended Edit) (En italiano) – 5:09

Durata totale: 35:28
7" Germania 1992
1. Tierra promessa – 3:03
2. C'è una strada in cielo – 4:23

Durata totale: 7:26
CD single Germania 1992
1. Terra promessa – 3:03
2. C'è una strada in cielo – 4:23
3. Amore contro – 4:20

Durata totale: 11:46

## Crediti
- Eros Ramazzotti - voce
- Mia Martini - cori
- Celso Valli - arrangiamento
- Bruno Bergonzi - batteria

## Cover
- Nel 1989 Lia Berry incide una cover del brano Terra promessa in versione house nel singolo omonimo pubblicato da New Music International.
- Nel 1991 Fiorello incide Terra promessa nel singolo omonimo pubblicato da Free Records Independent.